# Santa Maria do Castelo (Olivença)

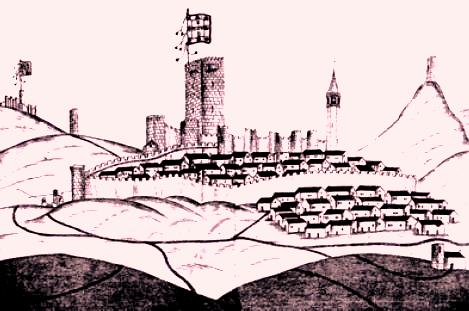
Castelo de Olivença, em 1509

Santa Maria do Castelo (em espanhol Santa María del Castillo) era, até 1801, uma das duas freguesias que integravam a então vila de Olivença. Tinha nessa data 3.031 habitantes. Albergava a igreja matriz da vila, a chamada igreja de Santa Maria do Castelo.

## Baptismos entre 1640 e 1715
O registo dos baptismos da igreja de matriz de Santa Maria do Castelo entre o início da Guerra da Restauração, em 1640, e o fim da Guerra da Sucessão Espanhola, revela os seguindes números
:
| Período   | Número de baptismos |
| --------- | ------------------- |
| 1640-1649 | 1157                |
| 1650-1659 | 845                 |
| 1660-1669 | 286                 |
| 1670-1679 | 409                 |
| 1680-1689 | 606                 |
| 1690-1699 | 766                 |
| 1700-1709 | 1143                |
| 1710-1715 | 596                 |

Houve um decréscimo da natalidade até ao fim da Guerra da Restauração, em 1668, verificando-se um crescimento da mesma no período de paz que se sucedeu. Veio novamente a decrescer com o início da Guerra da Sucessão Espanhola, cujos efeitos tiveram mais impacto no período compreendido entre 1708 e 1715.